# Jouars-Pontchartrain
Jouars-Pontchartrain és un municipi francès, situat al departament d'Yvelines i a la regió de Illa de França. L'any 2007 tenia 5.145 habitants.
Forma part del cantó d'Aubergenville, del districte de Rambouillet i de la Comunitat de comunes Cœur d'Yvelines.

## Demografia

### Població
El 2007 la població de fet de Jouars-Pontchartrain era de 5.145 persones. Hi havia 1.808 famílies, de les quals 405 eren unipersonals (185 homes vivint sols i 220 dones vivint soles), 531 parelles sense fills, 782 parelles amb fills i 90 famílies monoparentals amb fills.
La població ha evolucionat segons el següent gràfic:
Habitants censats

### Habitatges
El 2007 hi havia 2.065 habitatges, 1.860 eren l'habitatge principal de la família, 92 eren segones residències i 113 estaven desocupats. 1.722 eren cases i 267 eren apartaments. Dels 1.860 habitatges principals, 1.538 estaven ocupats pels seus propietaris, 262 estaven llogats i ocupats pels llogaters i 59 estaven cedits a títol gratuït; 86 tenien una cambra, 106 en tenien dues, 191 en tenien tres, 311 en tenien quatre i 1.167 en tenien cinc o més. 1.492 habitatges disposaven pel capbaix d'una plaça de pàrquing. A 618 habitatges hi havia un automòbil i a 1.129 n'hi havia dos o més.

### Piràmide de població
La piràmide de població per edats i sexe el 2009 era:
| Homes | Edats   | Dones |
| ----- | ------- | ----- |
| 4     | 95 o +  | 16    |
| 8     | 90 a 94 | 68    |
| 12    | 85 a 89 | 44    |
| 24    | 80 a 84 | 44    |
| 52    | 75 a 79 | 60    |
| 72    | 70 a 74 | 80    |
| 96    | 65 a 69 | 96    |
| 124   | 60 a 64 | 76    |
| 136   | 55 a 59 | 164   |
| 276   | 50 a 54 | 220   |
| 204   | 45 a 49 | 232   |
| 156   | 40 a 44 | 160   |
| 152   | 35 a 39 | 148   |
| 140   | 30 a 34 | 136   |
| 88    | 25 a 29 | 100   |
| 124   | 20 a 24 | 152   |
| 204   | 15 a 19 | 160   |
| 112   | 10 a 14 | 148   |
| 168   | 5 a 9   | 156   |
| 116   | 0 a 4   | 84    |

## Economia
El 2007 la població en edat de treballar era de 3.306 persones, 2.425 eren actives i 881 eren inactives. De les 2.425 persones actives 2.305 estaven ocupades (1.200 homes i 1.105 dones) i 120 estaven aturades (67 homes i 53 dones). De les 881 persones inactives 315 estaven jubilades, 384 estaven estudiant i 182 estaven classificades com a «altres inactius».

### Ingressos
El 2009 a Jouars-Pontchartrain hi havia 1.864 unitats fiscals que integraven 5.090 persones, la mediana anual d'ingressos fiscals per persona era de 29.950,5 €.

### Activitats econòmiques
Dels 295 establiments que hi havia el 2007, 2 eren d'empreses alimentàries, 3 d'empreses de fabricació de material elèctric, 10 d'empreses de fabricació d'altres productes industrials, 45 d'empreses de construcció, 68 d'empreses de comerç i reparació d'automòbils, 13 d'empreses de transport, 13 d'empreses d'hostatgeria i restauració, 11 d'empreses d'informació i comunicació, 8 d'empreses financeres, 21 d'empreses immobiliàries, 57 d'empreses de serveis, 31 d'entitats de l'administració pública i 13 d'empreses classificades com a «altres activitats de serveis».
Dels 79 establiments de servei als particulars que hi havia el 2009, 1 era una gendarmeria, 1 oficina de correu, 2 oficines bancàries, 6 tallers de reparació d'automòbils i de material agrícola, 8 paletes, 7 guixaires pintors, 4 fusteries, 6 lampisteries, 9 electricistes, 5 empreses de construcció, 5 perruqueries, 13 restaurants i 12 agències immobiliàries.
Dels 12 establiments comercials que hi havia el 2009, 1 era una botiga de més de 120 m², 1 una botiga de menys de 120 m², 1 una fleca, 2 botigues de roba, 1 una botiga de roba, 1 una sabateria, 2 botigues de mobles, 2 drogueries i 1 una joieria.
L'any 2000 a Jouars-Pontchartrain hi havia 11 explotacions agrícoles que ocupaven un total de 680 hectàrees.

## Equipaments sanitaris i escolars
El 2009 hi havia 1 hospital de tractaments de curta durada, 1 hospital de tractaments de mitja durada (seguiment i rehabilitació i 2 farmàcies.
El 2009 hi havia 1 escola maternal i 1 escola elemental. Jouars-Pontchartrain disposava d'un col·legi d'educació secundària amb 620 alumnes.

## Poblacions més properes
El següent diagrama mostra les poblacions més properes.